# Українська академія лідерства
Українська академія лідерства — 10-місячна неформальна освітня програма розвитку для випускників шкіл, коледжів чи закладів вищої освіти віком від 16 до 20 років.

## Історія
У 2015 році Роман Тичківський на конференцій від Western NIS Enterprise Fund «Kyiv Employer Branding & Engagement Forum» почув виступ заступника міністра освіти Ізраїлю Ереза Ешеля про неформальне навчання. Прототипом Української академії лідерства стали ізраїльські мехіни.[відсутнє в джерелі]
Ідею створення Академії лідерства підтримали Ярослава Джонсон, Андрій Зелінський та Олена Кошарна, які є членами Наглядової ради Академії. Академія була заснована у вересні 2015 році в Києві за підтримки інвестиційного фонду Western NIS Enterprise Fund.
Офіційне відкриття відбулося 22 жовтня 2015 року. Відкриття пройшло за участі Президента України. Навчання в Академії розпочали 39 учасників.
Навчання в академії є платним, частково витрати також покривають партнери.

## Програма
Навчальна програма триває 10 місяців — із вересня по червень.

## Структура Академії
Має відділеня в Києві, Львові, Маріуполі, Харкові, Миколаєві.. Студенти мешкають та навчаються у сучасних кампусах.[джерело?]

### Викладачі
Серед відомих:
- Валерій Пекар — інтегральна динаміка та управління мріями;
- Орися Демська — мова та суспільство;
- Павло Шеремета — співвідповідальність задля прориву;
- Ярослав Грицак — коротка, але глобальна історія України (всі осередки). Великі книги (УАЛ Київ, Львів);

## Галерея

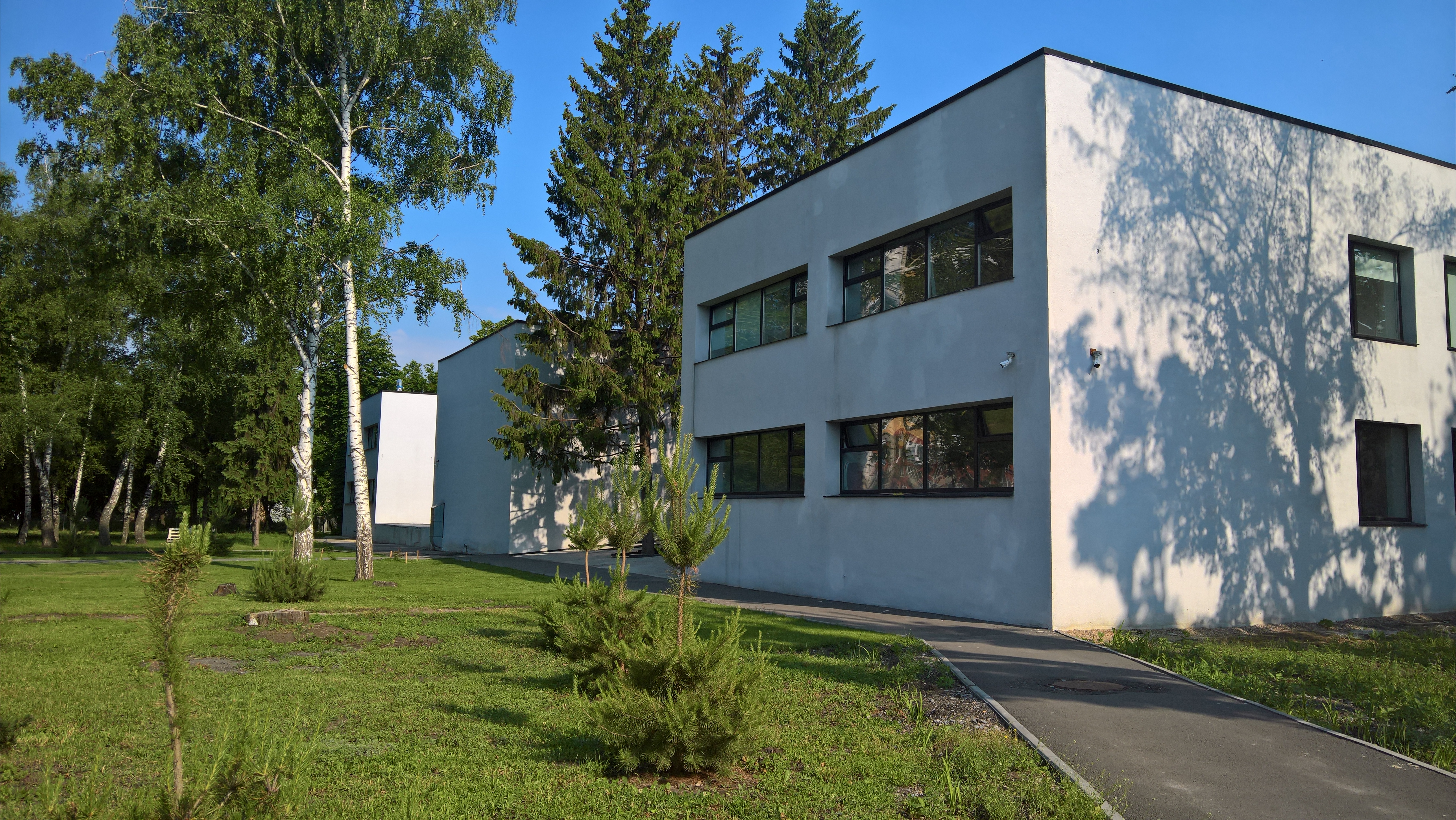
Осередок УАЛ Харків, 2019